# Kiełkowanie hipogeiczne
Kiełkowanie hipogeiczne, kiełkowanie podziemne – rodzaj kiełkowania, w którym liścienie pozostają w glebie, a część nadliścieniowa (epikotyl) wydłuża się. Substancje odżywcze pobierane są z liścieni do momentu wytworzenia liści. W ten sposób kiełkują między innymi nasiona zbóż.